# Eric Martsolf
Eric Martsolf (Harrisburg (Pennsylvania), 27 juli 1971) is een Amerikaans acteur en zanger. 

## Biografie
Martsolf werd geboren en groeide op in Harrisburg (Pennsylvania) waar hij de high school doorliep aan de Central Dauphin High School. Martsolf is in 2003 getrouwd met de musicalster Lisa Kouchak met wie hij een tweeling heeft (2006). 

## Carrière
Martsolf begon in 2001 met acteren in de korte film The Cheater, waarna hij nog meerdere rollen speelde in films en televisieseries. Hij is vooral bekend van zijn rol als Ethan Winthrop in de televisieserie Passions waar hij in 766 afleveringen speelde (2002-2008), en van zijn rol als Brady Black in de televisieserie Days of our Lives waar hij al in 1709 afleveringen speelde (2008-heden). Voor zijn rol in Days of our Lives won hij in 2014 een Daytime Emmy Award in de categorie Uitstekende Acteur in een Bijrol in een Dramaserie. 

## Filmografie

### Films
Uitgezonderd korte films.
- 2021 Days of Our Lives: A Very Salem Christmas - als Brady Black
- 2020 To the Beat!: Back 2 School - als Michael
- 2018 To The Beat! - als Michael
- 2003 Spanish Fly - als Brick Hauser

### Televisieseries
Uitgezonderd eenmalige gastrollen.
- 2008-heden Days of Our Lives - als Brady Black - 1727+ afl.
- 2023 The Case Within - als Charles McDonagh - 6 afl.
- 2021 Red Riding Hoods - als Spencer - 2 afl.
- 2014-2015 The Bay - als jonge Lee Nelson - 4 afl.
- 2014 Extant - als Ben (stem) - 6 afl.
- 2014 The Other Hef - als Cello - 5 afl.
- 2014 Acting Dead - als assistent laboratorium - 2 afl.
- 2010-2012 Miss Behave - als Marcus Dunne - 3 afl.
- 2011-2012 Venice the Series - als ?? - 12 afl.
- 2002-2008 Passions - als Ethan Winthrop - 766 afl.